# Los Baños (Abanilla)
Los Baños es una pedanía del municipio de Abanilla, Murcia que se sitúa al oeste del municipio; haciendo frontera con Fortuna siendo una extensión de la pedanía fortunera de los Baños. Está bajo la sierra del Puerto, y atravesada por las ramblas del Font y de la Parra. 
El poblado de Los Baños está ubicado entre los límites de los municipios de Fortuna y Abanilla; la barriada que se ubica en Abanilla es una pequeña urbanización que se ubica al lado de la carretera MU 21-A. Aparte del núcleo de los Baños, en sus términos se encuentra la casería de Cantaelgallo.
Cantaelgallo se ubicaba sobre una antigua curva de la carretera C-3223; en la entrada a un cañón que forma la rambla de la Parra a la que se cuenta la existencia de fósiles. De interés natural de la pedanía; es destacable el desierto de Mahoya; uno de los lugares más áridos de Murcia.
Tiene una población de 47 habitantes, que ha tenido un crecimiento demográfico decente.